# Амадей Савойский, герцог Аостский
Амадей (полное имя итал. Amedeo Umberto Isabella Luigi Filippo Maria Giuseppe Giovanni di Savoia; 21 октября 1898, Турин — 3 марта 1942, Найроби, Кения) — итальянский принц из Савойской династии, 3-й герцог Аостский, генерал авиации (18 февраля 1941, Generale d’armata aerea). Во время Второй мировой войны был вице-королём итальянских колоний в Африке. Умер в британском плену.

## Биография
Амадей был старшим сыном Эммануила Филиберта, 2-го герцога Аостского и Елены Орлеанской. Брат титулярного короля Хорватии Аймоне (Томислава II). Был человеком высокого роста, 198 см. После смерти отца в июле 1931 года стал герцогом Аостским.
Амадей учился в колледже Итон и Оксфордском университете. Там он приобрел британские манеры, говорил на английском с оксфордским акцентом, любил охоту на лисиц и игру в поло.

### Военная карьера
Во время Первой мировой войны вступил в итальянскую королевскую армию и воевал в артиллерии. В 1921 году он подал в отставку и путешествовал по Африке. Вскоре Амадей вернулся в армию и 1932 году вступил в итальянские королевские воздушные силы. Участвовал в установлении контроля в Ливии под командованием Родольфо Грациани. В 1937 году, после завоевания Эфиопии во второй итало-эфиопской войне, был назначен вице-королём и генерал-губернатором Итальянской Восточной Африки. Таким образом он стал и главнокомандующим итальянскими войсками в Эфиопии, Эритрее и Итальянском Сомали.
Когда Италия 10 июня 1940 года объявила войну Великобритании и Франции, герцог Аостский стал командующим итальянских войск в Восточноафриканской кампании. Он руководил итальянскими нападениями на Судан и Кению и вторжением в Британское Сомали. В январе 1941 года британцы начали контрнаступление, и итальянцы перешли к обороне. После упорной борьбы и жестокого сопротивления Кэрэнское сражение закончилось поражением итальянцев. Остальная часть Эритреи сдалась быстро. Из-за перебоев со снабжением, не имея других возможностей пополнения запасов, герцог решил сконцентрировать оставшиеся итальянские силы в нескольких цитаделях: Гондэр, Амба Аладжи, Дэссе и Джимме. Сам он командовал 7000 итальянцев в горной крепости Амба Аладжи. Нехватка воды и перевес в силах противника (в несколько раз) вынудили герцога сдать крепость 18 мая 1941. Гарнизон капитулировал на почётных условиях. Перед тем как отправиться в плен, Амадей настоял, чтобы его войска сами разминировали ранее установленные ими минные поля. Такой благородный поступок вызывал уважение со стороны британцев.
Вскоре после капитуляции скончался от осложнений туберкулёза и малярии в лагере для пленных в Найроби.

### Семья
В 1927 году в Неаполе женился на своей двоюродной сестре Анне Орлеанской (1906—1986), дочери орлеанского претендента на трон Франции Жана Орлеанского и Изабеллы Орлеанской. У супругов родились две дочери:
- Маргарита (1930—2022) — супруга Роберта Габсбург-Лотарингского, герцога Модены; имели пятерых детей;
- Мария Кристина (1933—2023) — супруга Казимира Бурбон-Сицилийского, имели четверых детей.

Через Маргариту Амадей приходится дедушкой Лоренцу Габсбург-Лотарингскому (и Бельгийскому), нынешнему титулярному герцогу Модены.